# تصويت بريدي
التصويت البريدي هو التصويت في الانتخابات من طريق توزيع أوراق الاقتراع على الناخبين وإعادة أرسالها عبر البريد. ويختلف عن تصويت الناخبين شخصيًا في مراكز الاقتراع، أو إلكترونيًا عبر نظام التصويت الإلكتروني. تاريخيًا، كان يجب توزيع الأصوات البريدية وإرسالها بريديًا قبل اليوم المقرر للانتخابات، ويشار إليه أحيانًا بأنه من أشكال التصويت المبكر. ويمكن استخدامه بمثابة اقتراع غيابي. لكن في الآونة الأخيرة، تحول نموذج التصويت في الولايات المتحدة، في البلديات التي تستخدم التصويت البريدي حصريًا، ليكون عبر بطاقات الاقتراع التي تُرسَل بالبريد إلى الناخبين، وتتخذ طريقة إعادة الإرسال أشكال عدة، قد تكون من طريق البريد أو إسقاط بطاقة الاقتراع شخصيًا في صناديق مؤمَّنة أو تسليمها في مراكز الاقتراع. يشير التصويت البريدي إلى الوسائل التي تُقدم من طريقها بطاقات الاقتراع، وليس إلى طريقة فرز الأصوات. إذ يستطيع مسؤولو الانتخابات عد الأصوات بمعالجة بطاقات الاقتراع المرسلة بالبريد بآلات التصويت الإلكترونية، أو عد الأصوات يدويًا.
ولتمكين أكبر عدد ممكن من الناخبين من المشاركة، يساعد التصويت البريدي الأشخاص الذين قد لا يتمكنون من الحضور إلى مراكز الاقتراع شخصيًا، بسبب الإعاقة الجسدية أو الغياب عن المنطقة المحلية أو غير ذلك. يُتاح التصويت البريدي عمومًا للناخبين عند تقديم الطلب، وأحيانًا يكون مقيدًا. وإذا لم يوجد سبب لطلب التصويت البريدي، يُطلق عليه التصويت البريدي عند الطلب. وقد يكون التصويت البريدي خيارًا للناخبين في بعض السلطات القضائية، وقد يكون الخيار الوحيد للإدلاء بالأصوات. قُدم نموذج التصويت البريدي في غرب أستراليا سنة 1877، ثم ظهر بطريقة محسنة في جنوب أستراليا سنة 1890. أثيرت مخاوف بشأن التصويت البريدي حول التوافق مع شروط الاقتراع السري، إذ يدلي الناخبون بأصواتهم خارج مركز الاقتراع، وهل يدلون بأصواتهم سريًا وبحرية تامة دون إكراه؟ إذ رصدت حالات تزوير انتخابي بأصوات بريدية في المملكة المتحدة عام 2004.

## التصويت البريدي الشامل
التصويت البريدي الشامل هو شكل من أشكال التصويت البريدي، يتلقى فيه جميع الناخبين أوراق الاقتراع الخاصة بهم عبر البريد، وليس فقط من يطلبون الاقتراع الغيابي. واعتمادًا على النظام المطبق، قد يضطر الناخبون إلى إعادة إرسال أوراق الاقتراع عبر البريد، أو تُسلم يدويًا في الموقع المحدد. تشير بعض الأدلة إلى أن طريقة التصويت هذه تؤدي إلى نسبة إقبال أعلى من التصويت شخصيًا أو تقديم طلب للحصول على التصويت البريدي. لكن يرى البعض أن هذه الطريقة تأثيرها مؤقت، وأن ثمة مخاطر تتعلق بمن يستخدمون أوراق الاقتراع المخصصة لناخبين آخرين، وقد اختارت هذه الطريقة عدد كبير من السلطات المحلية في المملكة المتحدة في انتخاباتهم، وفي عام 2004 استُخدمت في انتخابات البرلمان الأوروبي.

## تجارب التصويت البريدي في البلدان المختلفة

### فرنسا
استخدمت فرنسا التصويت الغيابي حتى سبعينيات القرن العشرين، إذ ألغيت خوفًا من حدوث تلاعب بالأصوات.

### ألمانيا
استخدمت ألمانيا التصويت الغيابي منذ 1957، لضمان حصول جميع المواطنين الألمان، خاصةً كبار السن والمرضى والمعاقين والمقيمين بالخارج، على فرصة المشاركة في الانتخابات. سابقًا، كان يجب على الناخبين البريديين ذكر سبب عدم تمكنهم من الإدلاء بأصواتهم شخصيًا يوم الانتخابات، لكن أُسقط هذا الشرط سنة 2008. أخيرًا أصبح هذا التصويت شائعًا بتزايد بين الشباب والمعاقين المقيمين داخل الدولة، وتتطور أدوات مختلفة لمساعدة المواطنين، سواء المقيمين بالداخل أو الخارج، للتقدم بسهولة أكبر للتصويت البريدي.

### الهند
يُجرى التصويت البريدي في الهند فقط من خلال نظام (أوراق الاقتراع البريدي المنقولة إلكترونيًا) للجنة الانتخابات في الهند، إذ تُوزع أوراق الاقتراع على الناخبين المؤهلين المسجلين، ويعيدون إرسال الأصوات من طريق البريد. وعند بدء فرز الأصوات، تُحتسب هذه الأصوات البريدية أولًا قبل فرز أصوات آلات التصويت الإلكترونية لسائر الناخبين. فقط فئات معينة من الأشخاص مؤهلة للتسجيل بوصفهم ناخبين بريدين، وهم العاملون في القوات المسلحة النقابية وشرطة الولاية وزوجاتهم، والموظفون العاملون في الحكومة الهندية في الخارج، فيمكنهم التسجيل للتصويت البريدي، ويُطلق عليهم اسم الناخبين في الخدمة، إضافةً إلى ذلك، يستطيع الأشخاص في الحجر الوقائي والمعاقين ومن تزيد أعمارهم على 65 سنة استخدام التصويت البريدي.

### إندونيسيا
يستطيع الإندونيسيون المؤهلون الذين يعيشون خارج البلاد التصويت من طريق البريد في الانتخابات الوطنية، بالتسجيل في لجنة الانتخابات الإندونيسية خارج بلد إقامتهم، سواء في الانتخابات الرئاسية، أو انتخابات مجلس النواب. وذلك ضمن دائرة جاكارتا الثانية، التي تشمل أيضًا وسط وجنوب جاكارتا.

### إيطاليا
منذ 2001، يحق للمواطنين الإيطاليين المقيمين خارج البلاد التصويت عبر البريد في جميع الاستفتاءات والانتخابات الوطنية التي تُجرى في إيطاليا (بشرط تسجيل إقامتهم في الخارج في القنصليات).

### ماليزيا
في ماليزيا، زعم زعيم المعارضة ونائب رئيس الوزراء السابق أنور إبراهيم أن تحالف باريسان الوطني الحاكم استخدم الأصوات البريدية في الحصول على مقاعد في بعض الدوائر. وزعم أن حزبه كان الفائز بالفعل في انتخابات 2008، قبل إضافة 14000 صوت بريدي. في ماليزيا يحق فقط للمدرسين والعسكريين ورجال الشرطة المقيمين بعيدًا عن دوائرهم الانتخابية التصويت بريديًا.

### المكسيك
منذ الانتخابات الفيدرالية عام 2006، سُمح بالتصويت البريدي لمن يعيشون خارج البلاد. يمكن تقديم طلب للمعهد الانتخابي الوطني الذي يرسل بطاقات الاقتراع إلى خارج البلاد.

### الفلبين
بطاقات الاقتراع البريدية هي خيار الفلبينيين المغتربين في بلدان محددة فقط. إذ تتطلب الممارسة العامة للتصويت الغيابي المحلي والأجانب في الانتخابات الفلبينية الإدلاء بأصواتهم شخصيًا في أماكن اقتراع محددة، مثل مكتب القنصلية.

### إسبانيا
في إسبانيا، قد يطلب الناخبون الغائبون عن بلدتهم يوم الانتخابات أو المعاقين، التصويت بريديًا، في الانتخابات الأوربية والإقليمية والبلدية. ويجب تقديم الطلب شخصيًا أو من طريق مندوب في حالة المرض أو الإعاقة، وأن يكون الطلب مصدقًا بشهادة طبية.

### سويسرا
يسمح القانون الفيدرالي السويسري بالتصويت البريدي في جميع الانتخابات والاستفتاءات الفيدرالية. يحصل جميع الناخبين على بطاقة الاقتراع الشخصية من طريق البريد، ويمكنهم الإدلاء بها في مراكز الاقتراع أو إرسالها بالبريد.